# Hanna Wronśka
Hanna Ołeksandriwna Wronśka, ukr. Га́нна Олекса́ндрівна Вро́нська (ur. 7 sierpnia 1974 w Pomicznej) – ukraińska prawnik i urzędniczka państwowa, w 2016 pełniąca obowiązki ministra środowiska.

## Życiorys
W 1996 ukończyła studia z zakresu prawa międzynarodowego na Kijowskim Uniwersytecie Narodowym im. Tarasa Szewczenki, w 1994 przebywała też na stypendium w Case Western Reserve University w Cleveland, Ohio. W latach 1996–1999 odbywała w Instytucie Stosunków Międzynarodowych Kijowskiego Uniwersytetu Narodowego studia doktoranckie z prawa porównawczego. W 1995 została głównym doradcą prawnym w departamencie pożyczek i depozytów banku „Ukraina”. Od 1996 do 2003 pracowała w kancelarii „Wasił Kisił i Partnerzy”. Od 2004 do 2013 była partnerem zarządzającym w kancelarii „Wronśki, Wronśka i Partnerzy”, zajmując się m.in. sprawami bankructwa, restrukturyzacji, międzynarodowego arbitrażu i inwestycji. Była umieszczana w rankingu 100 najlepszych ukraińskich prawników. Publikowała artykuły naukowe z zakresu prawa konstytucyjnego.
W maju 2015 została wiceministrem środowiska ds. integracji europejskiej. 5 lutego 2016 została pełniącą obowiązki ministra po odwołaniu Serhija Kurykina ze względu na nadużycia finansowe. Odwołana ze stanowiska wraz z całym rządem 14 kwietnia tego samego roku, po czym powróciła na stanowisko wiceministra. W listopadzie 2017 została sędzią kasacyjnym Izby Handlowej Sądu Najwyższego Ukrainy.
Posługuje się językami ukraińskim, rosyjskim i angielskim.